# الرغبات (تايواني)
الرغبات أو الأمنيات (بالصينية: 願望); (بالإنجليزية: Desires)‏ هو مسلسل درامي تايواني الساعة 8 مساءً تعرضه القناة SET تايوان في 10 يوليو 2024, ليحل محل المسلسل الدرامي طريق السماء (بالصينية: 天道).

## ملخص
يلعب هوانغ شاوتشي (بالصينية: 黃少祺) وتشين غوانلين (بالصينية: 陳冠霖) وجيانغ هونغئن (بالصينية: 江宏恩) دور إخوة جيدين يتطورون في جنوب شرق آسيا. ويخضعون لتغييرات بسبب الملك الشبح (الذي يلعبه هوه تشينغتشي). عندما يظهر الملك الشبح لأول مرة، يطارد شخصيات هوانغ شاوتشي (بالصينية: 黃少祺) وتشين غوانلين (بالصينية: 陳冠霖) المصابة. بعد التغيير، يتقاتلون من أجل الثروة.

## عملية الإنتاج
وتم التصوير في 11 يونيو 2024 بمشاركة هوانغ شاوتشي (بالصينية: 黃少祺), وتشين غوانلين (بالصينية: 陳冠霖), وجيانغ هونغئن (بالصينية: 江宏恩), وجيانغ غوه بين (بالصينية: 江國賓), وجيانغ زوبينغ (بالصينية: 江祖平) وممثلين الآخرين. في الدراما، يلعب الاثنان دور زوجين. من أجل جعل الشخصية تناسب صورة سيدة نبيلة، تبدأ جيانغ زوبينغ بالأزياء. بالإضافة إلى ذلك، تقول جيانغ زوبينغ إن المشاهد الأخيرة التي صورتها هي في الأساس قتال وشجار، ولديها الكثير من الكدمات والألم في جسدها، تمامًا مثل تصوير مشهد الحركة. عند تصوير مشاهد القتال، الممثلان لياو ييتشياو (بالصينية: 廖苡喬) وجيانغ زوبينغ يتواصلان مع بعضهما البعض حول كيفية تجنب إلحاق الأذى ببعضهما البعض. تقول لياو ييتشياو أن جيانغ زوبينغ هي مدربها للفنون القتالية. تقول جيانغ زوبينغ أيضًا أنه نظرًا لأن مشاهد القتال تتطلب جهدًا بدنيًا، فهي أقل رغبة في التصوير من مشاهد البكاء.
تم التصوير جزئيًا في منطقة نانئاو (بالصينية: 南澳) الجبلية، والتي تتطلب جهدًا بدنيًا للممثل تشين غوانلين وتسبب أيضًا عدم الراحة للممثل هوانغ شاوتشي، الذي يكون عرضة لدوار الحركة. ويقول هوانغ شاوتشي إن المشاهد ذات الصلة تبدو وكأنها في معسكر قتال.

## مقطورات
أصدرت قناة 三立台劇 الرسمية على YouTube مقطعًا دعائيًا في 11 يونيو بعنوان "ثلالثة إخوة (بالصينية: 三兄弟), أربعة البرسيم ورقة (بالصينية: 四葉草) وعائلة تشو (بالصينية: 周家)" ومقطورة كاملة في 21 يونيو بعنوان "رغبات الأخوة الثلاثة" (بالصينية: 三兄弟願望). على منصة Instagram، يشمل المتعاونون في المقطع الترويجي الحسابات الرسمية لـ 三立台劇 وسائل الاعلام الأوقات السحرية (بالصينية: 魔力時代傳媒).

## قائمة الممثلين
يُظهر منشور Instagram الرسمي الممثلين المتميزين بما في ذلك هوانغ شاوتشي, جيانغ زوبينغ, تشين غوانلين, لياو ييتشياو, جيانغ هونغئن, جيانغ غوه بين, هوه تشيتغتشي, لين شوانيو (بالصينية: 林萱瑜), لوه تشياولون (بالصينية: 羅巧倫), يوه شيجينغ (بالصينية: 游詩璟), تشيو تسه شين (بالصينية: 邱子芯), هوا تشيينهان (بالصينية: 華千涵), ده شين (بالصينية: 德馨), وغيره.

## أبرز
غالبًا ما يطلب جيانغ هونغئن تناول الطعام في الخارج لمشاركته مع أفراد الطاقم. نظرًا لأن هوانغ شاوتشي يولي اهتمامًا كبيرًا بالحفاظ على شخصيته، يقول جيانغ هونغئن إنه يتعرض لضغوط كبيرة. لأن شيا يوشين تستخدم كلمات غامضة على Facebook ليطلب من الجمهور تخمين هوية الشخصية التي لعبها، بعد مقابلة مع الصحفيين, تم التأكيد على أن شيا يوشين (بالصينية: 夏語心) ليست عشيقة, بل ابنته. جيانغ هونغئن، 53 عامًا، يلعب دور والد شيا يوشين، 38 عامًا.
يذكر تشين غوانلين أن أصعب جزء من التصوير هو التعليق على سلك على منحدر. يستغرق تصوير المشهد 5 ساعات. أثناء هذه العملية، ينزلق أحد أفراد الطاقم ويخيف تشين غوانلين. بعد التصوير قال إن ساقيه ليست ملكه. ولأن تصوير المشهد مرتبط بحوادث، فإنه يتلقى المزيد من المظاريف الحمراء. بالإضافة إلى ذلك، خلال المقابلة، يكشف هوانغ شاوتشي أن تشين جوان لين يزن 80 كجم.
سجل هان ييبانغ (بالصينية: 韓宜邦) ولين شوانيو زواجهما في 12 يونيو 2024. وتم استجوابهما عما إذا كانا حاملين بسبب زواجهما، وأوضحت لين شوانيو أنها كانت من المستحيل الحمل أثناء تصوير الرغبة، ولأنهما كانا يتعجلان في التصوير للرغبة، لم يتم تحديد وقت الزفاف.